# Wieke Kaptein
Wieke Hendrikje Maria Kaptein (* 29. August 2005 in Hengelo) ist eine niederländische Fußballspielerin, die von 2021 bis 2024 für den FC Twente Enschede in der Eredivisie spielte sowie seit 2023 für die niederländische Fußballnationalmannschaft der Frauen. Seit 2024 spielt sie für die Chelsea FC Women.

## Karriere

### Vereine
Kaptein begann bei Achilles '12 mit dem Fußballspielen. Bereits mit 15 Jahren erhielt sie einen Profivertrag beim FC Twente Enschede. Ihre erste Saison schloss sie mit dem Meistertitel ab, kam auch schon in der Qualifikation für die UEFA Women’s Champions League 2021/22 zum Einsatz und erzielte im ersten Spiel gegen FC Nike Tiflis das Tor zum 9:0-Endstand. Twente scheiterte aber im Finale des Champions-Weg an Benfica Lissabon. Benfica war auch ein Jahr später die Endstation auf dem Weg zur Gruppenphase.
Im September 2023 erhielt sie einen Vertrag beim Chelsea FC Women, wurde aber wieder an Twente verliehen. In der Saison 2024/25 kam sie zu 16 Ligaeinsätzen für Chelsea und zehn Einsätzen in der UEFA Women’s Champions League 2024/25, wo sie im Halbfinale zweimal mit 1:4 gegen Titelverteidiger FC Barcelona verloren. Sie erzielte zwei Tore, davon eins bei der zweiten Halbfinalniederlage. Mit Chelsea gewann sie die englische Meisterschaft, den FA Women’s Cup und den FA Women’s League Cup 2024/25.

### Nationalmannschaft
Kaptein bestritt Länderspiele für die niederländischen Nachwuchsnationalmannschaften des KNVB der Altersklassen U15 und U17. Mit der U17-Nationalmannschaft nahm sie an der ersten und zweiten Qualifikationsrunde für die Europameisterschaft 2022 teil, die im April 2022 erfolgreich abgeschlossen wurde, wobei sie Kapitänin in der zweiten Runde war. Bei der Endrunde im Mai 2022, die in die Endphase der Ligasaison fiel, gehörte sie aber nicht zum Kader. Mit der U19-Nationalmannschaft qualifizierte sie sich im Oktober 2022 für die zweite Qualifikationsrunde für die Europameisterschaft 2023. In dieser wurde sie im April 2023 jedoch nicht eingesetzt, da sie für die parallel dazu stattgefundenen Spiele der A-Nationalmannschaft nominiert war.
Am 11. April 2023 hatte sie ihren ersten Einsatz in der A-Nationalmannschaft. Beim mit 4:1 gegen Polen gewonnenen Freundschaftsspiel wurde sie in der 81. Minute für Lieke Martens eingewechselt.
Am 30. Juni 2023 wurde sie für die WM-Endrunde nominiert. Sie war die jüngste Spielerin im Kader und hatte von den Feldspielerinnen die wenigsten Länderspiele bestritten. Bei der WM wurde sie lediglich zur zweiten Halbzeit des Gruppenspiels gegen Vietnam eingewechselt, das mit 7:0 gewonnen wurde. Ihre Mannschaft schied im Viertelfinale gegen den späteren Weltmeister Spanien nach Verlängerung aus.
Da erstmals das Abschneiden bei der WM für die europäischen Teams nicht entscheidend für die Qualifikation zu den Olympischen Spielen 2024 war, hatten die Niederländerinnen noch die Chance sich über die UEFA Women’s Nations League 2023/24 für die Spiele in Paris zu qualifizieren. Sie konnten sich als Gruppengegner für das Final Four Turnier qualifizieren, bei dem um zwei Olympiatickets gespielt wurde. Im Halbfinale verloren sie aber gegen Weltmeister Spanien, der sich damit erstmals für die Olympischen Spiele qualifizierten und im Spiel um Platz 3 trotz Heimrecht gegen Deutschland. Kaptein kam in zwei Gruppenspiele, im Halbfinale und im Spiel um Platz 3 zum Einsatz, wobei sie nur im letzten Spiel über 90 Minuten mitspielte.
Sie wurde auch für die EM-Endrunde 2025 nominiert. Dort kam sie in den drei Gruppenspielen zum Einsatz, nach denen die Niederländerinnen ausschieden.

## Erfolge
- Niederländische Meisterin 2022, 2024
- Niederländische Pokalsiegerin 2023
- Niederländische Super-Pokalsiegerin 2023, 2024
- englische Meisterschaft, FA Women’s Cup und FA Women’s League Cup 2024/25

## Auszeichnungen
Im März 2023 wurde sie zu einem der neun besten Talente der Welt gewäht.